# Daphnia catawba
Daphnia catawba är en kräftdjursart som beskrevs av William Chambers Coker 1926. Daphnia catawba ingår i släktet Daphnia och familjen Daphniidae. Inga underarter finns listade i Catalogue of Life.